# Locris incarnata
Locris incarnata är en insektsart som först beskrevs av Walker 1851.  Locris incarnata ingår i släktet Locris och familjen spottstritar. Inga underarter finns listade i Catalogue of Life.